# 都市交通審議会答申第6号
都市交通審議会答申第6号（としこうつうしんぎかいとうしんだい6ごう）は、都市交通審議会が1962年（昭和37年）6月8日に運輸大臣に提出した、「東京及びその周辺における高速鉄道特に地下高速鉄道の輸送力の整備増強に関する基本的計画の改訂について」の答申である。1968年（昭和43年）4月10日に更新版である都市交通審議会答申第10号が提示されている。

## 概要
10路線を整備すべき路線と位置づけている。

## 答申路線
| 路線   | 区間                                                                             | 開業状況                                       | 開業状況                           | 開業状況 |
| 路線   | 区間                                                                             | 1962年6月                                      | 1968年4月                          | 備考 |
| ------ | -------------------------------------------------------------------------------- | ---------------------------------------------- | ---------------------------------- | --- |
| 1号線  | 品川 - 田町 - 新橋 - 浅草 - 押上                                                 | 都営地下鉄浅草線 東日本橋 - 押上               | 都営地下鉄浅草線 大門 - 押上       | 押上にて京成押上線と相互直通運転。 泉岳寺 - 品川間はのちに京急本線として開業。 |
| 2号線  | 中目黒 - 六本木 - 霞ヶ関 - 築地 - 茅場町 - 上野 - 三ノ輪 - 北千住                | 営団地下鉄日比谷線 人形町 - 北千住             | 営団地下鉄日比谷線 中目黒 - 北千住 | 北千住にて東武伊勢崎線と、中目黒にて東急東横線と相互直通運転。 |
| 3号線  | 二子玉川 - 渋谷 - 赤坂見附 - 新橋 - 神田 - 上野 - 浅草 - 三ノ輪                  | 営団地下鉄銀座線 渋谷 - 浅草                   | 同左                               | 二子玉川 - 渋谷間はのちに東急新玉川線として開業。 |
| 4号線  | 荻窪・方南町 - 中野坂上 - 新宿 - 赤坂見附 - 西銀座 - 春日町 - 池袋 - 向原 - 成増 | 営団地下鉄丸ノ内線、荻窪線 荻窪・方南町 - 池袋 | 同左                               | 池袋 - 成増間はのちに営団地下鉄有楽町線として開業。 |
| 5号線  | 中野 - 高田馬場 - 飯田橋 - 大手町 - 茅場町 - 東陽町 - 船橋                       | 未開業                                         | 営団地下鉄東西線 中野 - 東陽町     | 中野にて国鉄中央線（各駅停車）と相互直通運転。 |
| 6号線  | 西馬込 - 五反田 - 田町 - 日比谷 - 春日町 - 巣鴨 - 大和町 - 上板橋・志村          | 未開業                                         | 未開業                             | のちに都営地下鉄三田線および浅草線の一部として開業。 |
| 7号線  | 目黒 - 飯倉片町 - 永田町 - 市ケ谷 - 駒込 - 王子 - 赤羽町                         | 未開業                                         | 未開業                             | のちに経路を変更して営団地下鉄南北線として開業。 |
| 8号線  | 喜多見 - 原宿 - 永田町 - 日比谷 - 池之端 - 日暮里 - 松戸                         | 未開業                                         | 未開業                             | 都市交通審議会答申第10号以降は「9号線」となる。 のちに営団地下鉄千代田線として開業。 |
| 9号線  | 芦花公園 - 方南町 - 新宿 - 春日町 - 厩橋 - 深川 - 月島 - 麻布                    | 未開業                                         | 未開業                             | 都市交通審議会答申第10号以降は「10号線」となる。 のちに経路を変更して都営地下鉄新宿線および大江戸線の一部として開業。                                                                           |
| 10号線 | 中村橋 - 目白 - 飯田橋 - 浅草橋 - 錦糸町                                         | 未開業                                         | 未開業                             | 都市交通審議会答申第10号以降は経路を変更して中村橋 - 飯田橋間が新8号線に、飯田橋 - 錦糸町間が新10号線に組み込まれる。 新8号線は営団地下鉄有楽町線として、新10号線は都営地下鉄新宿線として開業。 |